# العلاقات الرواندية الموريتانية
العلاقات الرواندية الموريتانية هي العلاقات الثنائية التي تجمع بين رواندا وموريتانيا.

## مقارنة بين البلدين
هذه مقارنة عامة ومرجعية للدولتين:
| وجه المقارنة                                              | رواندا                                        | موريتانيا                 |
| --------------------------------------------------------- | --------------------------------------------- | ------------------------- |
| المساحة (كم2)                                             | 26.34 ألف                                     | 1.03 مليون                |
| عدد السكان (نسمة)                                         | 12.21 مليون                                   | 4.42 مليون                |
| الكثافة السكانية (ن./كم²)                                 | 463.55                                        | 4.29                      |
| العاصمة                                                   | كيغالي                                        | نواكشوط                   |
| اللغة الرسمية                                             | اللغة الكينيارواندا، لغة إنجليزية، لغة فرنسية | اللغة العربية، لغة فرنسية |
| العملة                                                    | فرنك رواندي                                   | أوقية موريتانية، أوقية ‏   |
| الناتج المحلي الإجمالي (بليون دولار)                      | 9.14 مليار                                    | 5.02 مليار                |
| الناتج المحلي الإجمالي (تعادل القوة الشرائية) بليون دولار | 20.46 مليار                                   |                           |
| الناتج المحلي الإجمالي الاسمي للفرد دولار أمريكي          | 697                                           |                           |
| الناتج المحلي الإجمالي للفرد دولار أمريكي                 | 1.66 ألف                                      | 3.91 ألف                  |
| مؤشر التنمية البشرية                                      | 0.483                                         | 0.506                     |
| رمز المكالمات الدولي                                      | +250                                          | +222                      |
| رمز الإنترنت                                              | .rw                                           | .mr                       |
| المنطقة الزمنية                                           | ت ع م+02:00                                   | 00                        |

## منظمات دولية مشتركة
يشترك البلدان في عضوية مجموعة من المنظمات الدولية، منها:
| علم المنظمة | اسم المنظمة                                 | تاريخ انضمام رواندا | تاريخ انضمام موريتانيا |
| ----------- | ------------------------------------------- | ------------------- | ---------------------- |
|             | مؤسسة التنمية الدولية                       | 30 سبتمبر 1963      | 10 سبتمبر 1963         |
|             | يونسكو                                      | 7 نوفمبر 1962       | 10 يناير 1962          |
|             | وكالة ضمان الاستثمار متعدد الأطراف          | 27 سبتمبر 2002      | 8 سبتمبر 1992          |
|             | الأمم المتحدة                               | 18 سبتمبر 1962      | 27 أكتوبر 1961         |
|             | مجموعة دول أفريقيا والكاريبي والمحيط الهادئ | ?                   | ?                      |
|             | الاتحاد البريدي العالمي                     | ?                   | ?                      |
|             | البنك الدولي للإنشاء والتعمير               | 30 سبتمبر 1963      | 10 سبتمبر 1963         |
|             | الاتحاد الدولي للاتصالات                    | 12 ديسمبر 1962      | 18 أبريل 1962          |
|             | منظمة حظر الأسلحة الكيميائية                | ?                   | ?                      |
|             | مؤسسة التمويل الدولية                       | 6 نوفمبر 1975       | 29 ديسمبر 1967         |
|             | المركز الدولي لتسوية المنازعات الاستشارية   | 14 نوفمبر 1979      | 14 أكتوبر 1966         |
|             | منظمة التجارة العالمية                      | ?                   | 31 مايو 1995           |
|             | منظمة الشرطة الجنائية الدولية               | ?                   | ?                      |
|             | الاتحاد الأفريقي                            | ?                   | 25 مايو 1963           |
|             | البنك الإفريقي للتنمية                      | ?                   | ?                      |

## وصلات خارجية
- موقع وزارة الخارجية الرواندية